# 山田みゆき (アナウンサー)
山田 みゆき（やまだ みゆき、1969年3月16日 - ）は、テレビ和歌山（WTV）のアナウンサー。

## 経歴
基礎情報も参照。大学時代は生田教室に通っていた。WTVではスポーツ取材を行っていた時期もある。
WTVでは地デジ大使チーム「TEAM2011」のメンバーとなったが、女子メンバーの中では最年長。今のところ活動範囲は地元和歌山県中心に止まっているが、数が減っている結成当初からの参加者であり、「TEAM2011」の“おかん”的存在である。40代の女性地デジ大使は、他に同い年の福島テレビ・浜中順子（2010年就任）のケースがある程度。

## 現在の出演番組
- 6wakaイブニング（水曜）
- 紀州人物伝〜和歌山の産業をリードしてきた人たち〜
- WTVニュース
- Yell!!～輝け!和歌山の若きアスリートたち!～（ナレーション）
- あのじゅうよ〜